# Albin Lermusiaux
Albin Lermusiaux (9. april 1874 – 1940) var en fransk sportsudøver som deltog i de første moderne olympiske lege 1896 i Athen.
Lermusiaux kom på en tredjeplads på 1500 meter med tiden 4,37.0 under OL 1896 i Athen, bagefter australske Teddy Flack som vandt med 4,33,2 og Arthur C. Blake fra USA. På 800 meter var han kvalificeret til finalen, men stillede ikke op.
Han deltog også i, maratondisciplinen under legene, hvor han var i front i lange perioder men efter 32 kilometer brød han sammen og udgik. 
Lermusiaux deltog også i skydning i disciplinen 200 meter hærgevær, men han kom ikke blandt de 13 bedste ud af det 42 som deltog i skyttekonkurrencen. 